# Џон Хенкок
Џон Хенкок (енгл. John Hancock; Брејнтри, 23. јануар 1737 — Бостон, Масачусетс, 8. октобар 1793) је био трговац, државник и познати патриота током Америчке револуције. Служио је као председник Другог Континенталног конгреса и као први и трећи гувернер Комонвелта Масачусетс. Остао је упамћен по великом и китњастом потпису на Декларацији независности Сједињених Држава, чак толико да је израз „Џон Хенкок“ у Сједињеним Државама постао синоним за потпис.
Пре Америчке револуције, Хенкок је био један од најбогатијих људи у тринаест колонија, наследивши профитабилан трговачки бизнис од свог ујака. Хенкок је започео политичку каријеру у Бостону под менторством Самјуела Адамса, утицајног локалног политичара, мада су се њих двојица касније удаљили један од другог. Како су тензије између колониста и Велике Британије почеле да расту током 1760-их, Хенкок је користио своје богатство да подржи колонијалне циљеве. Постао је врло популаран у Масачусетсу, поготово након што су британске власти заплениле његов слуп Либерти 1768, и оптужиле га за кријумчарење. Ове оптужбе су касније одбачене, али се у историјским текстовима Хенкок ипак понекад описује као кријумчар, иако је тачност тих навода упитна.
Хенкок је био један од вођа из Бостона за време кризе која је довела до Америчког рата за независност 1775. Служио је више од две године као делегат у Континенталном конгресу у Филаделфији, и као председавајући Конгреса је био први који је потписао Декларацију независности. Хенкок се вратио у Масачусетс где је изабран за гувернера Комонвелта, што је дужност на којој је служио током већег дела остатка живота. Искористио је свој утицај да осигура да Масачусетс ратификује Устав Сједињених Држава 1788.

## Даља литература
- Бави се углавном Хенкоковом пословном каријером.
- Brandes, Paul D. (1996). John Hancock’s Life and Speeches: A Personalized Vision of the American Revolution, 1763–1793. Lanham, Maryland: Scarecrow Press. ISBN 978-0-8108-3076-9. Садржи пун текст многих његових говора.
- Углавном исечци из Хенкокових писама.
- Прва пуна биографија Хенкока.
- Репринти примарних докумената.